# Záblatíčko (železniční zastávka)
Záblatíčko je železniční zastávka a automatické hradlo v Záblatíčku, části obce Dříteň v okrese České Budějovice. Je součástí elektrizované dvoukolejné železniční trati Plzeň – České Budějovice. Leží v km 238,160 mezi stanicemi Číčenice a Dívčice.

## Historie
Zastávka stojí na trati, která byla vybudována jakožto součást Dráhy císaře Františka Josefa (KFJB) spojující Vídeň, České Budějovice a Plzeň. Provoz na trati začal v září 1868. Zastávka byla zprovozněna v roce 1911 pod původním německým názvem Klein Zablat, který po roce 1918 nahradil český název Malé Záblatí. Od roku 1924 se používá název Záblatíčko.

## Popis
Zastávkou prochází trať Plzeň – České Budějovice, která je v tomto úseku dvoukolejná. Nacházejí se zde dvě vnější nástupiště a na obou cestujícím slouží přístřešek. Ve směru na Číčenice se trať kříží s místní komunikací. Je zde zřízen železniční přejezd P1142. Zastávka není personálně obsazena, tedy zde nelze zakoupit jízdenku a k odbavení cestujících dochází ve vlaku.